# Костянтин Томащук
Костянти́н Томащу́к (13 березня 1840, Чернівці — 19 жовтня 1889, Відень) — перший ректор Чернівецького університету в 1875—1876 роках. Доктор права, професор. Депутат австрійського парламенту, блискучий оратор. Вихованець Чернівецької вищої гімназії.

## Життєпис
Народився в родині православного священика, українця за походженням. Його мати була румунської національності.

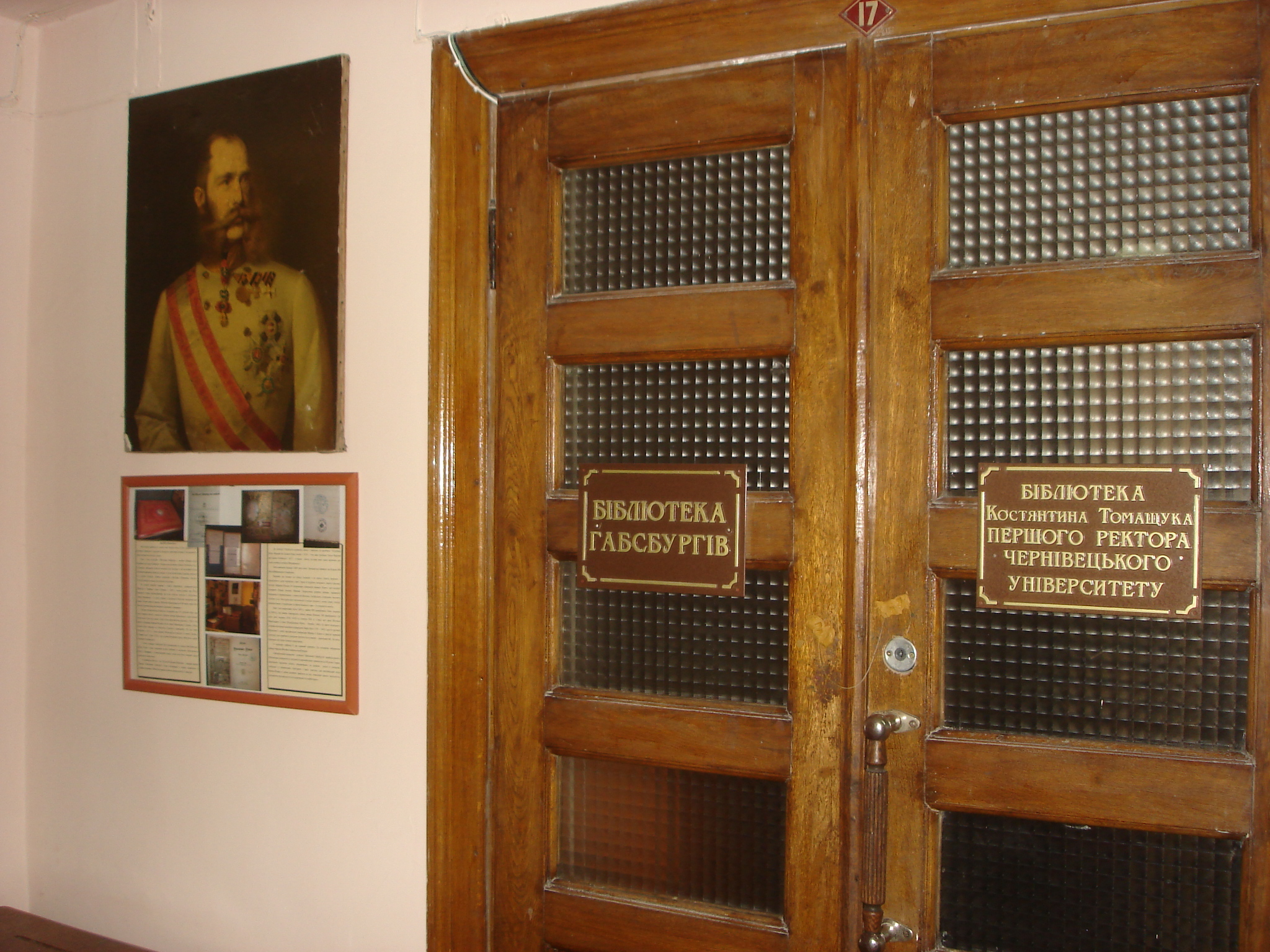
Вхід в приміщення, де зберігаються книги бібліотеки К. Томащука в будинку Наукової бібліотеки Чернівецького національного університету імені Юрія Федьковича

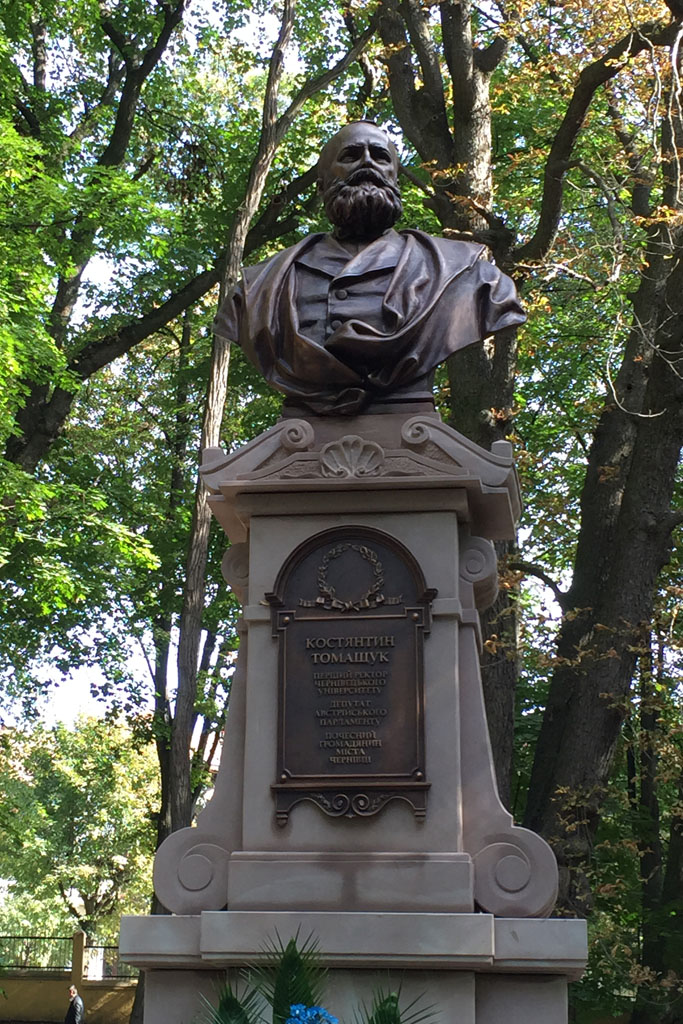
Пам'ятник Костянтину Томащуку у Чернівцях

1857 року, закінчивши Чернівецьку гімназію, вступив до університету у Львові, де вивчав юридичні, філософські та історичні науки. Закінчивши університет, служив у Львівській фінансовій прокуратурі. У серпні 1864 року Томащуку присудили вчений ступінь доктора права. 5 років працював у Семигороді.
1870 року повернувся до Чернівців. Там його призначили радником крайового суду. В 1871—1889 рр. займався парламентською діяльністю в Райхсраті, 4 рази підряд (1871, 1873, 1879 і 1885) обирався представником громад Чернівців, Серета, Сторожинця, Сучави, Радауц та повітів. У Буковинському сеймі в ці ж роки представляв громади Кимполунга і Радівців, а в 1872—1889 рр. був депутатом міської ради Чернівців. Як політик був рішучим противником ультранаціоналізму та расизму.
Відіграв значну роль у заснуванні Чернівецького університету, 4 жовтня 1875 року став його першим ректором, професором австрійського цивільного процесу та торговельного права. Його також призначили головою державної екзаменаційної комісії. Був ректором Чернівецького університету імені Франца-Йосифа у 1875—1876 роках.
1875 року університет Франкфурта обрав Томащука своїм почесним членом.
Був обраний почесним громадянином міст Радауц і Чернівців.
Помер у Відні, куди приїхав на операцію. 1897 року йому було встановлено пам'ятник в Народному саду (скульптор — Антон Бренек), який зруйнувала комуністична влада. Пам'ятник було відновлено львівським скульптором Володимиром Цісариком, урочисте відкриття 3 жовтня 2015 року.